# 745 до н. е.

## Події
- Початок правління царя Ассирії Тіглатпаласара III. У тому ж році на запрошення царя Вавилону Набонасара Тіглатпаласар здійснив військовий похід на халдеїв та Елам.
- За однією з версій хронології, цього року у Юдейському царстві полководець Шаллум вбив царя Захарію та захопив трон. За місяць він був убитий іншим воєначальником Менахемом, який сам став царем.

### Астрономічні явища
- 1 січня. Кільцеподібне сонячне затемнення.[1]
- 25 червня. Повне сонячне затемнення.[1]
- 20 грудня. Кільцеподібне сонячне затемнення.[1]

## Померли
- Можливо, Захарія, юдейський цар.